# Prud
Prud (prasl. *prǫdъ: brana, obala), sprud ili lido  je nakupina pijeska (i ostalog sedimenta), manji izduženi nanos odn. otok u rijeci, jezeru i moru. Može biti stalno ili povremeno potpuno potopljen li izdignut iznad razine vode, pri čemu obje vrste predstavljaju opasnost za plovidbu.

## Odlike
Prudovi nastaju u blizini niskih pješčanih (ili sedimentih) obala, taloženjem tog istog pijeska na neki podvodni greben, zbog djelovanja valova, struja i vjetra.
Prudovi u morskim i jezerskim zaljevima imaju s vremenom tendenciju izduljivanja cijelim zaljevom do njegova potpuna zatvaranja i pretvaranja u lagunu.
Duž niskih pješčanih obala često se oblikuju prudovi u obliku barijera, kao što je to slučaj u Meksičkom zaljevu, gdje su se formirali usporedno s plažama, i pretvorili dio obale u lagune. Oni su isprekidani plimnim uvalama, i povezani podvodnim plimnim deltama. Ti prudovi pretvorili su inače krivudavu obalu Meksičkog zaljeva u gotovo ravnu crtu.
Prudova nema uz stjenovite obale, i tamo gdje je visina plimnog vala viša od dva i pol metra.